# Palacio Baruel
El palacio Baruel (portugués: Palacete Baruel), es un castillo construido en el siglo XIX por una familia adinerada. Se encuentra ubicado en el Alto de Santana, zona norte de la ciudad de Sao Paulo, Brasil.

## Historia
En la edificación fue construida la sede de la finca Baruel, una granja de arroz, frijoles, maíz y caña de azúcar. La finca contaba originalmente con 24 250 metros cuadrados de superficie y después de la muerte del señor Baruel la propiedad fue dividida y vendida en lotes. La finca incluye la casa de doña María, hija del señor Baruel, construida en 1925: alberga la biblioteca Fontes Narbal. La biblioteca cerró sus puertas en 1984 debido a unas remodelaciones en algunas partes de su estructura y a mediados de 2006 sufrió nuevamente una reestructuración. La biblioteca goza de una excelente arquitectura normandina y está considerada un lugar histórico por los habitantes de la zona.
Baruel era una familia tradicional y adinerada. Cerca de la granja, en la actual calle "Voluntários da Pátria" está situada la capilla de Santa Cruz, construida en 1895 por Pedro Doll y la familia Baruel. Construido al estilo de Norman, es considerado un lugar de interés.